# Ana Lilia Herrera
Ana Lilia Herrera Anzaldo (Ciudad de México, 29 de agosto de 1971) es una comunicóloga y política mexicana. Ha sido diputada local del Estado de México, presidenta municipal de Metepec, senadora de la República y diputada federal. En la administración pública ha sido titular de las secretarías de Educación y Desarrollo Social del gobierno del Estado de México. Por último, se desempeñó como Presidenta del Partido Revolucionario Institucional en el Estado de México durante las elecciones de 2024, terminando su cargo el 4 de diciembre de 2024.
Es articulista en El Universal, en El Heraldo de México y en El Sol de Toluca.

## Trayectoria académica
Ana Lilia Herrera es licenciada en Ciencias de la Comunicación por la Universidad Nacional Autónoma de México (UNAM) y cuenta con una maestría en Derechos Humanos y Garantías por el Instituto Tecnológico Autónomo de México (ITAM). Además, ha obtenido un diplomado en Políticas Públicas por el Centro de Investigación y Docencia Económicas (CIDE) y otro en Mercadotecnia Política por el ITAM.

## Trayectoria política
Ocupó su primer cargo en la función pública en 1999 al ser nombrada coordinadora general de Comunicación Social en el gobierno del estado encabezado por Arturo Montiel Rojas, permaneciendo un año en el cargo, en 2000 pasó al puesto de Secretaria técnica del Consejo Estatal de Población y a partir de 2002 y hasta 2005 en que terminó el gobierno de Montiel, fue secretaria de Desarrollo Social del estado de México. Paralelamente a este cargo, de 2003 a 2005, fue secretaria general del PRI Estatal.
En 2005 al asumir la gubernatura del estado de México Enrique Peña Nieto, la nombró directora general del Instituto Mexiquense de la Mujer. Al año siguiente, 2006, fue postulada y electa diputada al Congreso del Estado de México para el periodo de ese año a 2009, y este último año ganó la elección para Presidenta Municipal de Metepec, durando en el cargo hasta 2012.
En 2012 fue elegida senadora en primera fórmula por el estado de México, para las LXII y LXIII Legislaturas; siendo acompañada en la segunda fórmula por María Elena Barrera Tapia. Durante su gestión en el Senado ocupó los cargos de Vicepresidenta de la Mesa Directiva. Presidenta de la Junta de Coordinación Política. Presidenta de la Comisión Especial para el Desarrollo Metropolitano. Secretaria de las comisiones de Ciudad de México; y, Federalismo. Integrante de las comisiones de Desarrollo Urbano y Ordenación Territorial; Distrito Federal; Anticorrupción y Participación Ciudadana; Derechos Humanos; Desarrollo Social; Relaciones Exteriores, América Latina y el Caribe.
En 2016 solicitó licencia al Senado al ser nombrada Secretaria de Educación del estado de México por el gobernador Eruviel Ávila Villegas, durante este cargo fue considerada una de las principales aspirantes a la candidatura del PRI al gobierno del estado de México en 2017, por lo que solicitó licencia al cargo el 26 de enero de 2017; la candidatura recayó en Alfredo del Mazo Maza y ella renunció de forma definitiva a la secretaría el 14 de junio, para retornar a su cargo en el Senado a partir del 15 de junio del mismo año.
En 2018 fue elegida diputada federal por el principio de representación proporcional a la LXIV Legislatura. Como diputada federal se desempeñó como secretaria de la comisión de Desarrollo Metropolitano, Urbano, Ordenamiento Territorial y Movilidad; e integrante de la Comisión de Vigilancia de la Auditoría Superior de la Federación.
Asumió el cargo de Presidenta del Partido Revolucionario Institucional del Estado de México el 20 de octubre de 2023. Se desempeñó en el cargo hasta el 4 de diciembre de 2024.